# 齐明帝
齊明帝蕭鸞（452年—498年9月1日），字景栖，小名玄度，廟號高宗，谥明皇帝，南齊第五任皇帝。為始安貞王蕭道生之子、齊高帝蕭道成之侄。他在494年至498年期間在位，共5年。

## 生平
蕭鸞自小父母雙亡，由蕭道成撫養，蕭道成對其視若己出。宋順帝時，蕭鸞擔任安吉令，以嚴格而聞名；後遷淮南、宣城太守，輔國將軍。齊高帝時封西昌侯、任郢州刺史；齊武帝蕭賾時升任侍中，領驍騎將軍。蕭賾死前，萧鸾挫败中书郎王融改立蕭賾次子竟陵王萧子良为新君的图谋。蕭賾以蕭鸞為輔政，輔佐蕭昭業。
自從文惠太子蕭長懋於493年死後，蕭鸞便有爭奪帝位之心；蕭鸞迫使萧昭业处决近臣杨珉、徐龙驹，又寻罪名杀萧昭业近臣周奉叔、杜文谦、綦毋珍之。萧昭业曾与叔祖父萧锵合谋杀萧鸾，萧锵反对，故未果。后萧昭业又和皇后何婧英叔父何胤谋杀萧鸾，何胤不敢，但萧昭业也不再委萧鸾以重任。494年，萧鸾担心有变，与投靠自己的将领萧谌、萧坦之等发动政变，由萧谌殺蕭昭業，并以太后名义追废为鬱林王，改立其弟蕭昭文，愈发控制朝政，甚至控制了萧昭文的饮食，萧昭文曾想吃蒸鱼菜，太官令却因为没有萧鸾的许可而不给；不久萧鸾又廢蕭昭文為海陵王，以高帝第三子的名义自立為帝，不久即暗杀萧昭文。蕭鸞於494年即位後，便壓制宗室力量，並以典籤監視諸王；並且从萧昭文任期开始就大肆屠殺蕭道成、蕭賾二帝诸子，先杀年长者。因为典签掣肘，仅武帝子江州刺史晋安王萧子懋起兵反抗，且也被镇压。明帝临终时念及自己的儿子尚幼，而高武文三帝幸存诸子日渐长大，又将其全都誅滅。蕭鸞任內長期深居簡出，要求節儉，停止各地向中央的進獻，並且停止不少工程。
蕭鸞晚年病重，相當尊重道教與厭勝之術，將所有的服裝都改為紅色；而且蕭鸞還特地下詔向官府徵求銀魚以為藥劑，外界才知道蕭鸞患病。末年，又镇压高武二帝旧将大司马会稽太守王敬则，且险些因此杀掉高武二帝幸存皇孙六七十人。
498年蕭鸞病故，葬於興安陵。
《南齊書》這樣形容他：“帝明審有吏才，持法無所借，制御親幸，臣下肅清。驅使寒人不得用四幅繖，大存儉約。罷世祖所起新林苑，以地還百姓。廢文帝所起太子東田，斥賣之。永明中輿輦舟乘，悉剔取金銀還主衣庫。太官進御食，有裹蒸，帝曰：‘我食此不盡，可四片破之，餘充晚食。’而世祖掖庭中宮殿服御，一無所改。”

## 家庭

### 父母
- 父：齊景皇蕭道生
- 母：懿后江氏

### 兄弟
- 大哥：始安靖王蕭鳳
- 三弟：安陸昭王蕭緬

### 后妃
- 敬皇后劉惠端
- 袁貴妃
- 殷貴嬪
- 管淑妃
- 許淑媛

### 兒子
- 長子：巴陵隱王蕭寶義，母殷貴嬪
- 次子：齊廢帝（東昏侯）蕭寶卷，母敬皇后劉惠端
- 三子：江夏王蕭寶玄，母敬皇后劉惠端
- 四子：早亡（未命名）
- 五子：廬陵王蕭寶源，母袁貴妃
- 六子：鄱陽王蕭寶夤，母敬皇后劉惠端
- 七子：早亡（未命名）
- 八子：齊和帝蕭寶融，母敬皇后劉惠端
- 九子：邵陵王蕭寶攸，母管淑妃
- 十子：晉熙王蕭寶嵩，母殷貴嬪
- 十一子：桂陽王蕭寶貞，母許淑媛

### 女兒
- 長女：山陰公主，嫁给徐况。[3]

## 延伸阅读
[在维基数据编辑]
 《南齊書·卷6》，出自萧子显《南齊書》
 《南史·卷05》，出自李延壽《南史》